# Индианаполис Колтс
Индиана́полис Колтс (англ. Indianapolis Colts) — профессиональный клуб по американскому футболу, выступающий в Национальной футбольной лиге. Команда была основана в 1953 году и изначально выступала как «Балтимор Колтс». Базируясь в Балтиморе, клуб выиграл четыре чемпионата НФЛ, включая один Супербоул. Перед сезоном 1984 года команда переехала в Индианаполис и наибольшего успеха добилась 4 февраля 2007 года, выиграв Супербоул XLI.

## История команды

### Балтимор Колтс
В истории НФЛ было две команды, называвшихся «Балтимор Колтс». Первые «Колтс» играли во Всеамериканской Футбольной Конференции с 1946 года и изначально именовались «Майами Сихокс». В 1947 году команда переехала в Балтимор. Три года спустя, в результате соглашения между ВАФК и НФЛ, «Колтс» стали членами НФЛ. Но сезон 1950 года команда закончила провально, проиграв 11 из 12 матчей, и команду расформировали.
В 1953 году, после лишения членства команды «Даллас Тексанс», Балтимор вновь получил право играть в Национальной футбольной лиге. Бёрт Белл, специальный уполномоченный НФЛ, поставил перед городом условие: продать 15 000 сезонных абонементов в течение шести недель. Балтимор с этой задачей справился менее чем за месяц, и 23 января 1953 года Кэрролл Розенблюм стал владельцем новой команды «Балтимор Колтс».
Главным тренером стал Кейт Молсуорт, но уже через год его сменил Виб Эвбанк. Он сразу приступил к созданию боеспособного коллектива. В 1957 году пришёл первый успех. Впервые, с момента основания, команда закончила сезон с положительной разницей побед и поражений. Этот показатель сохранялся у «Колтс» на протяжении 14 лет.
В течение двух следующих сезонов «Балтимор» выигрывал чемпионаты НФЛ. В первом из них, в 1958 году, «Колтс» в финале встретились с «Нью-Йорк Джайентс» и победили 23:17 в дополнительное время. Тот матч собрал небывалую по тем временам телевизионную аудиторию.
В 1962 году Эвбанк ушёл из команды и стал тренировать «Нью-Йорк Джетс». Так получилось, что в 1968 году в третьем Супербоуле встретились именно его бывшая и настоящая команды. Несмотря на то, что фаворитами считались «Колтс», победу в матче одержали «Джетс» со счетом 16:7.
При Доне Шуле, который сменил Эвбанка, команда два раза выигрывала чемпионат Западной конференции — в 1964 и 1968 годах. В 1970 году он переехал в Майами, а новым главным тренером стал Дон Маккаферти. В это же время в лиге произошли изменения: Американская и Национальная футбольные лиги слились воедино и образовали одноимённые футбольные конференции, каждые из которых были ещё разделены на три дивизиона — Центральный, Восточный и Западный. «Колтс» переместили в Американскую футбольную конференцию в Восточный дивизион. Они-то и стали его первыми победителями, выиграв к тому же Супербоул V.
13 июля 1972 года Розенблюм и владелец «Лос-Анджелес Рэмс» Роберт Ирсей обменялись своими командами, но игроки продолжали играть в тех же клубах. «Балтимор», с новым владельцем и главным тренером Тедом Марчайбродом, в период с 1975 по 1977 год три раза подряд занимал первое место в своём дивизионе. Однако, затем для команды настали трудные времена. С 1978 по 1983 год «Колтс» добились лишь 26 побед при 62 поражениях и одной ничьей. 28 марта 1984 года, Ирсей перевёз «Колтс» в Индианаполис.

### Переезд в Индианаполис
Перед сезоном 1984 года, после того как истёк арендный договор «Колтс» на использование «Мемориал Стэдиум», Ирсей грозился перевести команду, если городские чиновники не помогут заплатить за новый стадион. Несмотря на многочисленные общественные заявления о том, что команда не уедет из Балтимора, Ирсей тайно договорился с Индианаполисом о переезде «Колтс». Столица штата Индианы согласилась дать команде кредит в размере 12,5 миллионов долларов, 4 млн на тренировочный комплекс, а также разрешение на использование «Хузьер Доум». После подписания соглашения, грузовики компании «Mayflower Transit» из Индианаполиса приехали в тренировочный комплекс команды 29 марта в два часа ночи. После того как рабочие загрузили все документы и оборудование грузовики двинулись в Индианаполис в 03:00. Команда не знала о переезде до 03:30.
Переезд вызвал многочисленные юридические разбирательства между представителями Балтимора и командой «Колтс», закончившиеся только в марте 1986 года, и согласно которым все судебные иски были отклонены, а «Колтс» поддержали бы новую команду НФЛ из Балтимора. Тем не менее многие игроки были возмущены таким решением. Знаменитый квотербек «Колтс» Джонни Унитас, например, неоднократно просил Зал Славы, куда он был введён в 1979 году, удалить его, до тех пор пока не будет показана его принадлежность к «Балтимору». Многие бывшие игроки активно работали над тем, чтобы вернуть НФЛ в Балтимор.
Новая футбольная команда появилась в Балтиморе только в 1996 году под названием «Рэйвенс» («Во́роны»). НФЛ считает «Балтимор Колтс» и «Индианаполис Колтс» одной командой, но многие бывшие игроки «Колтс» и болельщики из Балтимора признают «Рэйвенс» той же самой командой, что и «Балтимор Колтс». Джонни Унитас часто сидел с игроками «Рэйвенс» во время игр и, после своей смерти, был избран в «Почетный Клуб Балтимор Рэйвенс».
Когда Унитас умер, в 2002 году, НФЛ не разрешило игрокам «Индианаполис Колтс» почтить память знаменитого игрока черными повязками. Квотербек «Колтс» Пэйтон Меннинг попросил разрешения надеть черные бутцы на игру, но НФЛ пригрозил ему штрафом в 25 тысяч долларов, и Меннинг отказался от своей затеи.
По сей день болельщики Балтимора возмущены решением Ирсея, считая что тот «украл» у них команду.

### Индианаполис Колтс
Вместе с игроками в новый город переехал и главный тренер команды Фрэнк Каш, работавший с «Колтс» с 1982 года. Однако, первый сезон в новом городе, где клуб свои домашние матчи проводил на стадионе «RCA Dome» (с 1984 по 1993 года называвшийся «Hoosier Dome»), оказался неудачным: только четыре победы при 12 поражениях и предпоследнее место в дивизионе.
В результате плохих показателей Каш был смещён со своего поста и на его место пришёл Род Даухауэр. На команде это никак не сказалось — она продолжала оставаться среди аутсайдеров лиги, выиграв в сезоне 1985 года пять игр из 16, а в следующем и вовсе всего 3 из 16. Руководство клуба недолго думая отправило Даухауэра в отставку.
С приходом Рона Мэйера, возглавившего клуб в 1986 году, связан первый выход «Индианаполиса» в плей-офф. Клуб не только закончил сезон с положительной разницей побед и поражений, что случилось впервые с 1977 года, но и занял первое место в восточном дивизионе. Правда в играх на вылет «Колтс» проиграли в первом же раунде команде «Кливленд Браунс» 38:21.
В следующие три сезона «Индианаполису» не хватало всего одной победы для выхода в плей-офф, каждый раз занимая третье место в своём дивизионе. Сезон 1991 года стал последним под руководством Мэйера. Команда закончила регулярный сезон на последнем месте в лиге, выиграв только в одной игре из шестнадцати.
В команду вернулся Тед Марчайброд, тренировавший с 1975 по 1979 год «Балтимор Колтс», и с которым клуб три раза подряд занимал первое место в дивизионе. Первого серьёзного успеха с ним команда смогла достичь в 1995 году. Закончив сезон на втором месте в дивизионе, «Колтс» вышли в плей-офф, где были посеяны под пятым номером. Обыграв сначала «Сан-Диего Чэрджерс», а затем и «Канзас-Сити Чифс», «Индианаполис» вышел в финал Американской конференции и стал первой командой, начиная с расширения 1990 года, выходившей в финал конференции под пятым посеянным номером в плей-офф. В равной борьбе «Колтс» всё же уступили четыре очка «Питтсбург Стилерз» и на этом закончили выступление в сезоне.
Несмотря на успех, Марчайброд ушёл из команды и был назначен главным тренером новообразованной команды «Балтимор Рэйвенс». Следующие достижения клуба связаны с приходом в 2002 году афроамериканского тренера Тони Данджи. За последние 4 сезона, «Колтс» выиграли 48 из 64 игр, но никак не могли добиться успеха в играх плей-офф. В 2002 году они были разгромлены 41:0 в первом же раунде плей-офф. В 2003 году в финальной игре Американской конференции «Индианаполис» проиграл «Нью-Ингленд Пэтриотс» со счётом 21:14. В 2004 команда за сезон забила 522 очка, что стало одним из лучших результатов за всю историю НФЛ, но во втором раунде плей-офф проиграла всё тем же «Пэтриотс» 20:3.
В 2005 году, «Колтс» были одними из главных претендентов за Супербоул. Они выиграли первые 13 игр сезона и закончили его с 14 победами, 2 поражениями и со вторым показателем в НФЛ по количеству набранных очков, а также со вторым по наименьшему количеству пропущенных очков. Но команда опять проиграла в плей-офф. Во втором раунде, шестые посеянные в плей-офф и будущие чемпионы Супербоула, «Питтсбург Стилерс» переиграли «Индианаполис» 21:18.
Сезон 2006 «Индианаполис» начал с 9 побед подряд, но за последние 7 игр выигрывал только 3 раза и закончил регулярный сезон с 12 победами и 4 поражениями и был посеян в плей-офф под третьим номером. На стадии с выбыванием «Индианаполис» поочерёдно переиграл в борьбе за Супербоул «Канзас-Сити Чифс», «Балтимор Рэйвенс» и «Нью-Ингленд Пэтриотс», одолев их с общим счётом 76:48. В финале «Колтс» противостоял «Чикаго Беарз» — победитель Национальной конференции. Проигрывая после первой четверти 8 очков, «Индианаполис» уже к большому перерыву вышел вперёд и больше своего преимущества не упускал, выиграв Супербоул, впервые за последние 36 лет. Квотербек «Колтс» Пэйтон Мэннинг был назван самым ценным игроком матча, а Тони Данджи стал первым афроамериканским тренером, которому удалось выиграть Супербоул.
Следующий сезон стал последним когда «Колтс» свои домашние игры проводили на «RCA Dome». В 2008 году они переедут на новый «Лукас Ойл Стэдиум». Выиграв первые семь игр, в матче девятой недели «Индианаполису» предстояло сыграть с также не знавшим поражений «Нью-Ингленд Пэтриотс» (8:0). В напряженной борьбе «Колтс» уступили 20:24, проиграв затем и выездной игре в Сан-Диего. Однако 6 побед подряд в конце сезона обеспечили «Индианаполису» пятый подряд титул победителя южного дивизиона НФК и второй номер посева в плей-офф, вслед за «Пэтриотс».

## Стадион

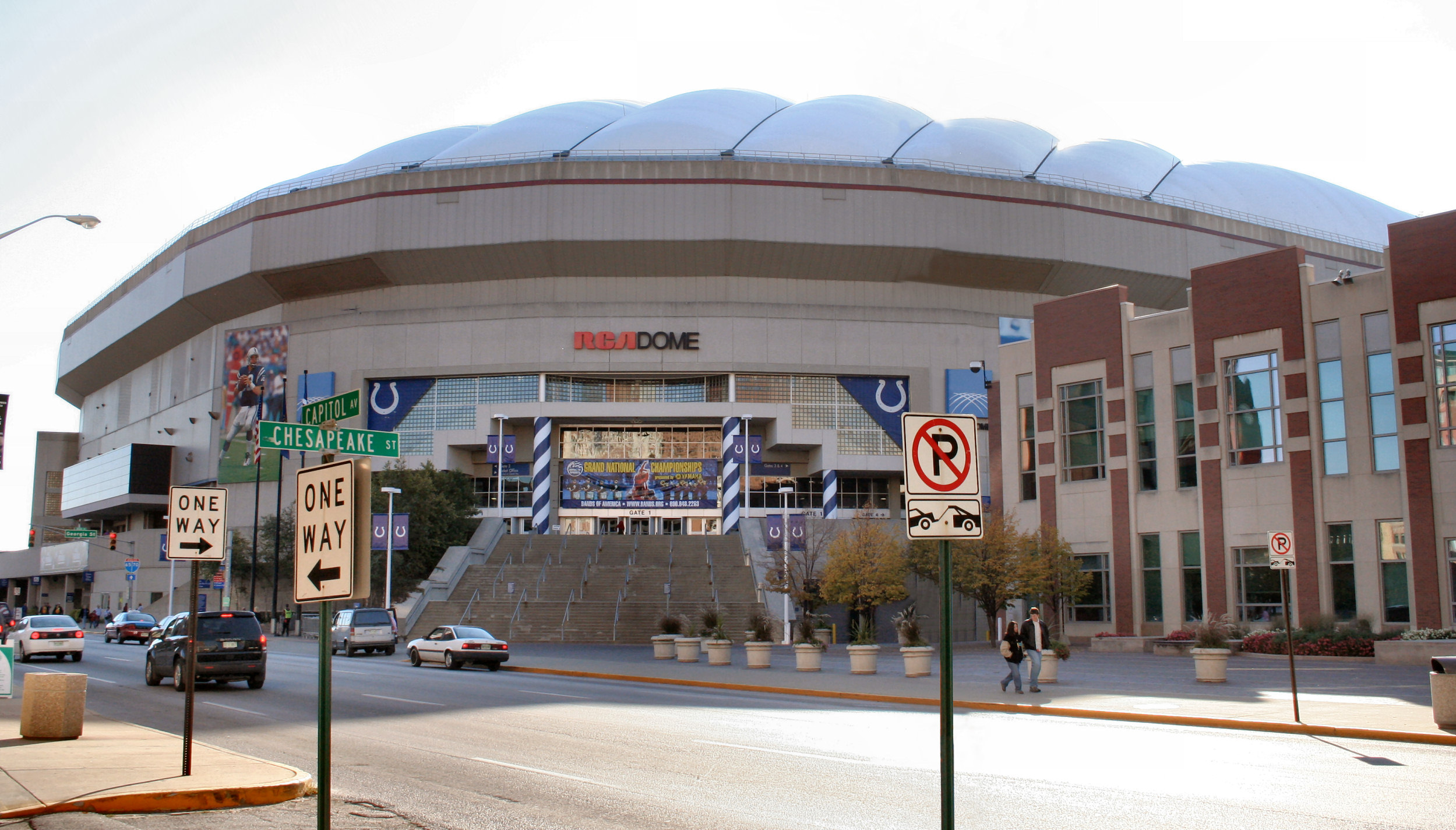
«RCA Dome»

«Балтимор Колтс» начал свои выступления на стадионе «Memorial Stadium», который открылся в 1950 году. Изначально он вмещал 31 000, однако уже в 1953 году, после реконструкции, его вместимость увеличилась на 16 000 зрителей.
После переезда в Индианаполис, в 1984 году, домашней ареной для «Колтс» стал «Hoosier Dome», вместимость которого составляет 60 272 зрителей. В 1994 году компания «Radio Corporation of America» заплатила 10 миллионов долларов за права на название стадиона, в результате чего арена получила название «RCA Dome».

В 2008 году команда получила новый стадион «Lucas Oil Stadium»,

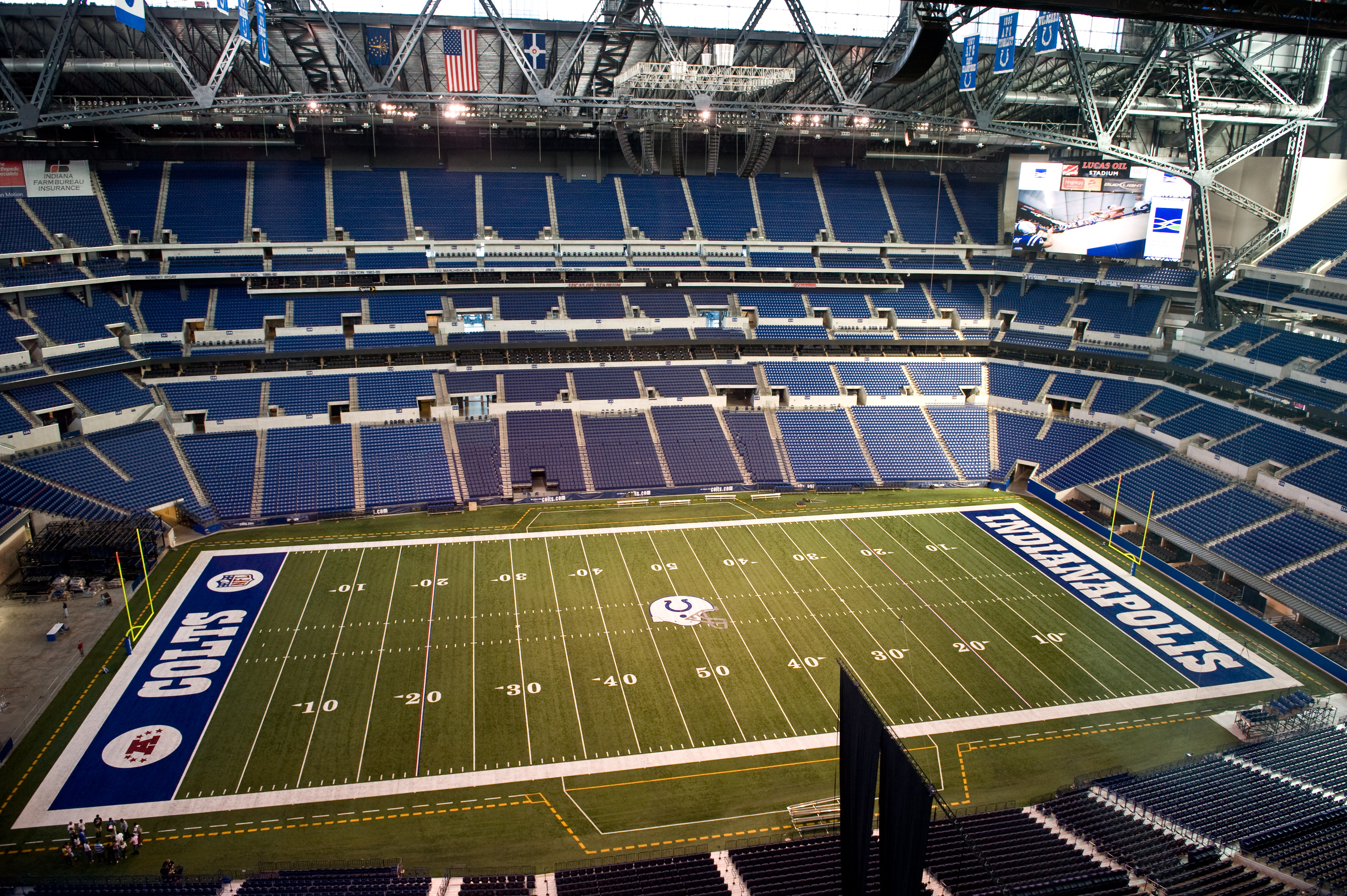
«Lucas Oil Stadium»

 затраты на строительство которого составили около 500 миллионов долларов. В 2006 году компания «Lukas Oil» за 120 миллионов купила права на название стадиона на 20 лет. Первоначально планировалось название «Indiana Stadium».

## Логотип и форма
С 1953 года логотип «Колтс» никак не менялся. Форма команды тоже осталась прежней:
1. Белый шлем с синим логотипом, оформленным в виде подковы.
2. Синие свитеры домашней формы с белыми полосами по бокам на плечах.
3. Белые свитеры выездной формы с синими полосами.
4. Белые штаны с синими полосами по бокам.

## Игроки и тренеры

### Члены Зала славы НФЛ
- Арт Донован (1950, 1953—1961) — защитный такл. Введён в 1968 году.
- Джино Марчетти (1953—1966) — защитный энд. Введён в 1972 году.
- Рэймонд Берри (1955—1967) — ресивер. Введён в 1973 году.
- Джим Паркер (1957—1967) — нападающий лайнмен. Введён в 1973 году.
- Ленни Мур (1956—1967) — ресивер. Введён в 1975 году.
- Виб Эвбанк (1954—1962) — главный тренер. Введён в 1978 году.
- Джонни Унитас (1956—1972) — квотербек. Введён в 1979 году.
- Тед Хендрикс (1969—1973) — лайнбекер. Введён в 1990 году.
- Джон Мэккей (1963—1971) — тайт-энд. Введён в 1992 году.
- Дон Шула (1963—1969) — главный тренер. Введён в 1997 году.
- Эрик Дикерсон (1987—1991) — раннинбек. Введён в 1999 году.

### Неиспользуемые номера
| - 19 Джонни Унитас - 22 Бадди Янг - 24 Ленни Мур - 70 Арт Донован | - 77 Джим Паркер - 82 Рэймонд Берри - 89 Джино Марчетти |

### Главные тренеры
| - Кейт Молсуорт (1953) - Виб Эвбанк (1954—1962) - Дон Шула (1963—1969) - Дон Маккаферти (1970—1972) - Джон Сэндскай (неполный сезон) (1972) - Ховард Шнелленбергер (1973—1974) | - Джо Томас (неполный сезон) (1974) - Тед Марчиброда (1975—1979) - Майк Маккормак (1980—1981) - Фрэнк Каш (1982—1984) - Род Даухауер (1985—1986) - Рон Мэйер (1986—1991) | - Рик Вентури (неполный сезон) (1991) - Тед Марчиброда (1992—1995) - Линди Инфэнт (1996—1997) - Джим Мора (1998—2001) - Тони Данджи (2002—2009) - Джим Колдуэлл (2009—2011) - Чак Пагано (2012— настоящее) |

## Статистика
| Сезон      | Лига | Конференция  | Дивизион  | Место | В  | П  | Н | Плей-офф |
| ---------- | ---- | ------------ | --------- | ----- | -- | -- | - | --- |
| 2000 Обзор | НФЛ  | Американская | Восточный | 2     | 10 | 6  | 0 | Проиграли в плей-офф Wild-Card (Dolphins) 23-17 |
| 2001 Обзор | НФЛ  | Американская | Восточный | 4     | 6  | 10 | 0 | |
| 2002 Обзор | НФЛ  | Американская | Южный     | 2     | 10 | 6  | 0 | Проиграли в плей-офф дивизионов (Jets) 41-0 |
| 2003 Обзор | НФЛ  | Американская | Южный     | 1     | 12 | 4  | 0 | Выиграли в плей-офф Wild-Card (Broncos) 41-10 Выиграли в плей-офф дивизионов (Chiefs) 38-31 Проиграли в финале конференции (Patriots) 24-14                                  |
| 2004 Обзор | НФЛ  | Американская | Южный     | 1     | 12 | 4  | 0 | Выиграли в плей-офф Wild-Card (Broncos) 49-24 Проиграли в плей-офф дивизионов (Patriots) 20-3                                                                                |
| 2005 Обзор | НФЛ  | Американская | Южный     | 1     | 14 | 2  | 0 | Проиграли в плей-офф дивизионов (Steelers) 21-18 |
| 2006 Обзор | НФЛ  | Американская | Южный     | 1     | 12 | 4  | 0 | Выиграли в плей-офф Wild-Card (Chiefs) 23-8 Выиграли в плей-офф дивизионов (Ravens) 15-6 Выиграли в финале конференции (Patriots) 38-34 Выиграли Супербоул XLI (Bears) 29-17 |